# Lupetti - Editori di Comunicazione
Lupetti - Editori di Comunicazione è una casa editrice italiana, la prima specializzata in comunicazione.
Fondata a Milano nel 1984 o nel 1985 da Fausto Lupetti, la casa editrice concentra la propria attività nella pubblicazione saggistica universitaria e professionale per l'area culturale e professionale della comunicazione e dei mass-media, della pubblicità, del marketing e del design.
Nel catalogo sono inoltre presenti anche due collane di narrativa:  Narrativa, dedicata agli scrittori esordienti, e I Rimossi, curata da Massimo Rizzardini, attraverso la quale vengono riportate alla luce opere sottratte al mercato editoriale, tra cui Noi di Evgenij Zamjatin, Ipazia di Charles Kingsley e La catacomba molussica di Günther Anders.
Tra gli autori presenti nel catalogo: nella comunicazione, Jean Baudrillard, Hans Magnus Enzensberger, Michel Maffesoli, Alberto Abruzzese, Eleonora Fiorani, Fulvio Carmagnola, Omar Calabrese, Jean Louis Missika, Armand Mattelart; nella pubblicità, Jacques Séguéla, David Ogilvy, Bill Bernbach, Rosser Reeves, Lorenzo Marini, Bruno Ballardini; nel design, Gillo Dorfles, Vanni Pasca, Giancarlo Iliprandi.

## Cessione della società
Nel 2008 Fausto Lupetti ha lasciato la Lupetti (la quale prosegue  senza di lui la sua attività) e ha fondato una nuova casa editrice a suo nome chiamata Logo Fausto Lupetti Editore, con marchio diverso ma dal nome e dalle tematiche similari, con sede a Bologna.